# قلعة ستوكيساي
قلعة ستوكيساي (بالإنجليزية: Stokesay Castle)‏ هي قصر مالك عزبة في ستوكيساي، وتبعد ميلاً عن بلدة كارفين آرمز. بُنيت في أواخر القرن الثالث عشر. حاليًا القلعة تحت وصاية التراث الإنجليزي، وتحمل المرتبة الأولى بين الأبنية المدرجة.

## التاريخ
من بداية الغزو النورماني وحتى 1241، كانت المنطقة مملوكة لآل لاسي، وهي أسرة قوية تسيطر على أراضي ويلش مارتشيز. بموت آخر وريث ذكر، والتر دي لاسي، تُركت القلعة لزوجي حفيدتيه لتقسيم عقارات العائلة. عزبة ستوكيساي آلت إلى جون دي فيردون. انضم إلى حملة صليبية تاركًا ممتلكاته في يد مستأجر. قام هذا المستأجر ببيع العزبة في 1281 إلى لورانس من لودلو.

## معرض صور

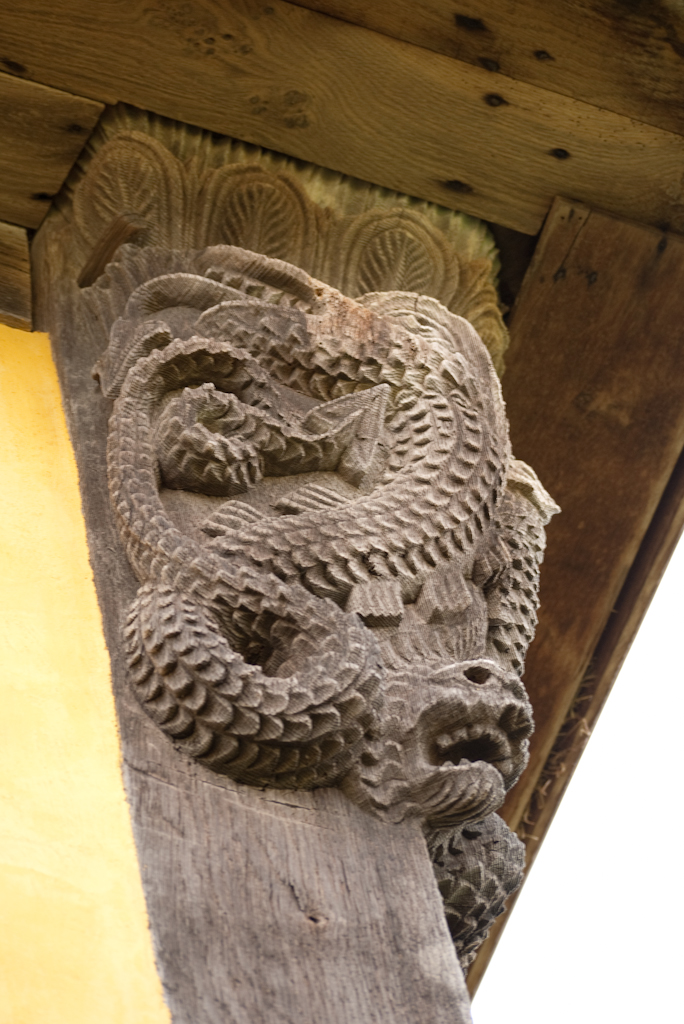
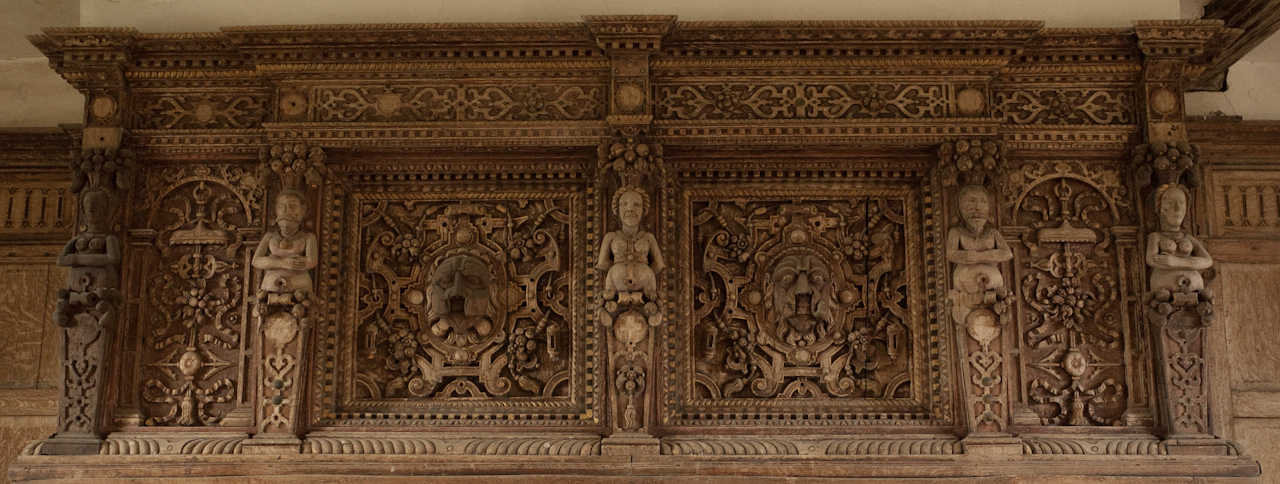
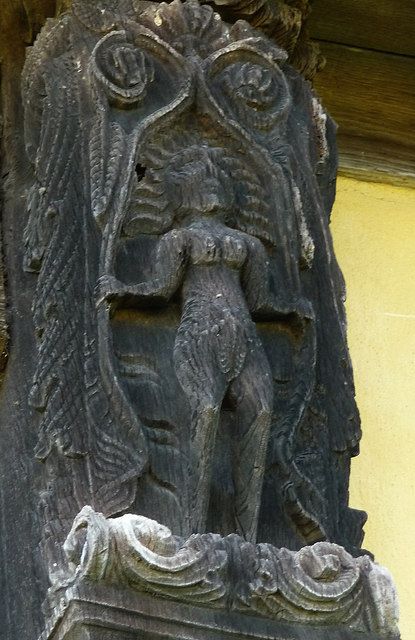
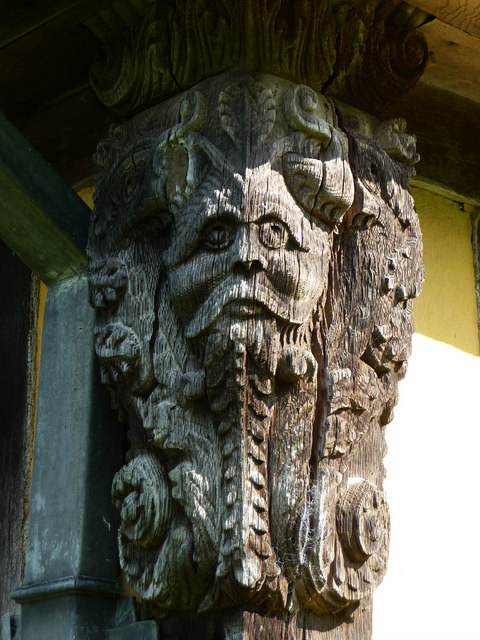
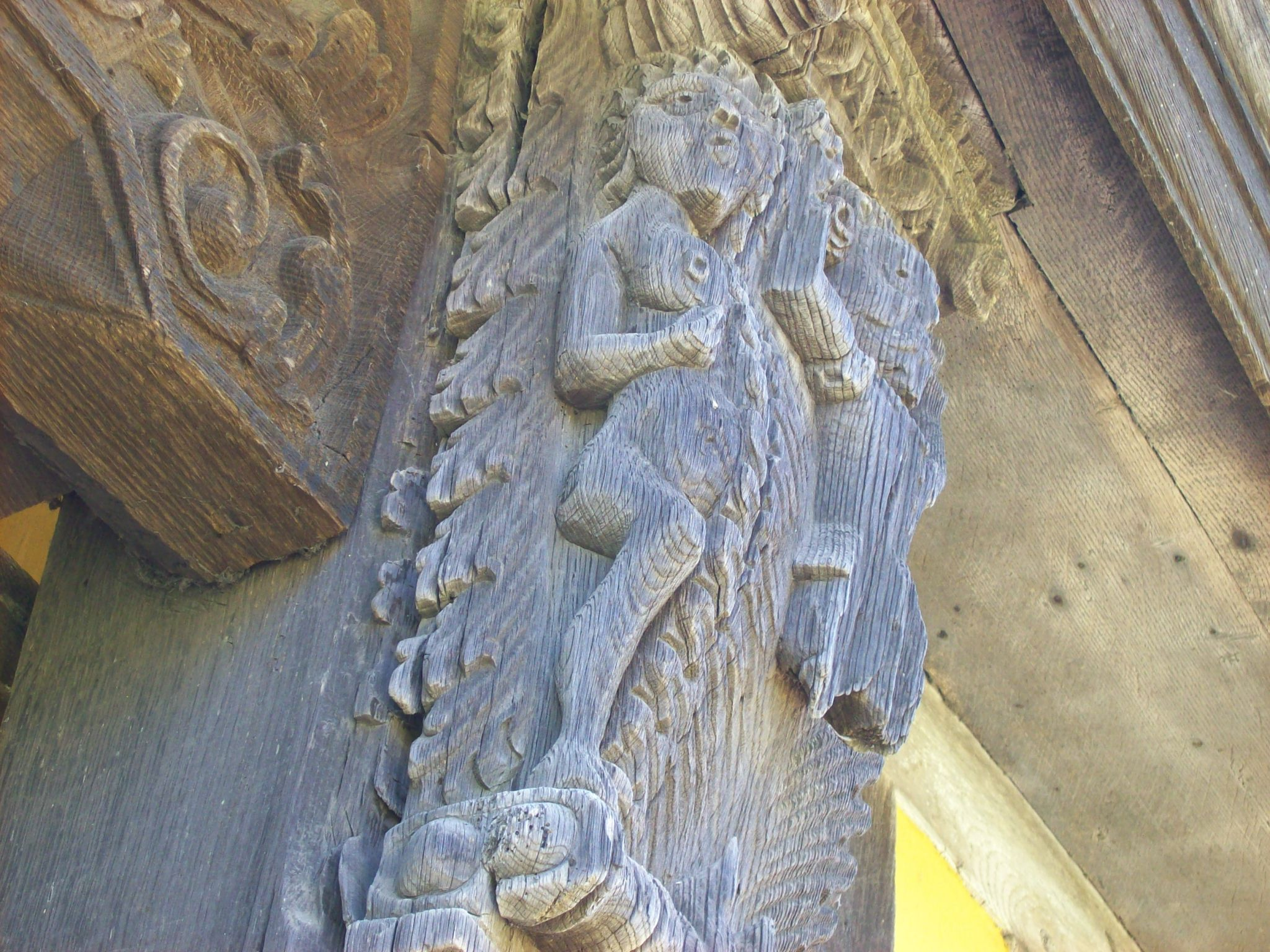
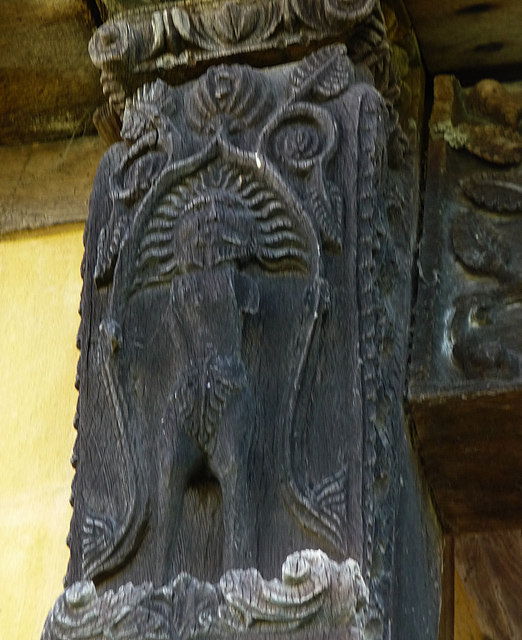